# Popillia rubripes
Popillia rubripes är en skalbaggsart som beskrevs av Lin 1981. Popillia rubripes ingår i släktet Popillia och familjen Rutelidae. Inga underarter finns listade i Catalogue of Life.